# Sagan om Grållen
Sagan om Grållen: kortfattad svensk historia: (fritt berättad av Grålle själv efter Olof von Dalins höga föredöme) (1959) är en bilderbok av Bertil Almqvist om Sveriges historia från stenåldern fram till Karl XII. Liksom Olof von Dalins Sagan om hästen (1740) använder Sagan om Grållen en häst som allegori för Sverige.